# 지방도 제356호선
지방도 제356호선은 경기도 김포시 월곶면 포내리와 고양시 덕양구 삼송동 지축차량기지앞 교차로를 잇는 경기도의 지방도이다.

## 연혁
- 2005년 3월 28일 : 지방도 제356호선을 새로 지정[1]
- 2015년 1월 8일 : 누산 ~ 운양간 도로(김포시 양촌읍 누산리) 0.92 km 구간 개통[2]
- 2016년 6월 16일 : 누산 ~ 운양간 도로(김포시 양촌읍 누산리) 0.28 km 구간 개통[3]

## 경유지
- 김포시
  - 월곶면 (미개통 구간 : 포내리 - 고양리)
  - 대곶면 (미개통 구간 : 쇄암리 - 석정리 - 신안리 - 대명리) - 대명항 교차로 - 약암 교차로 - 대명초교사거리 - 대명 교차로 - 동양콘크리트 교차로 - 송마리입구 교차로 - 소래마을 교차로 - 대곶면사무소입구 교차로 - 대곶신사거리 - 종생입구 교차로 - 도룡동 교차로 - 율생리입구 교차로 - 간동입구 교차로 - 초원신삼거리 (대곶 나들목) - 용산동입구 교차로 - 대양교
  - 양촌읍 대양교 - 가오대입구 교차로 - 양곡우회도로사거리 - 주공입구 교차로 - 양곡중학교 - 곡촌마을입구 - 양곡도서관 - 양능삼거리 - 누산2교 - 누산1교 - 누산 교차로 - 신발산 교차로
  - 운양동 운양·용화사 나들목 - (노선 미정)
- 고양시
  - 일산서구 (노선 미정) - 구산 나들목 - 장월교 - 장산가좌 나들목 - 송포초등학교 교차로 - 송포초등학교 - 가좌 교차로 - 가덕교 - 덕이주유소 - 덕이초등학교 - 송산동행정복지센터 교차로 - 덕이동행정복지센터 - 덕이삼거리 - 일산지하차도사거리 - 일산지하차도 - 일산1동 행정복지센터 - 일산시장 - 구 일산터미널 - 일산서구보건소사거리 - 일산2동주민센터삼거리 - 일산2동행정복지센터 - 산들마을사거리
  - 일산동구 산들마을사거리 - 일산복음병원삼거리 - 약산마을앞 교차로 - 동국대병원사거리 - 고양공단사거리 - 식사 교차로
  - 덕양구 원당중학교앞 교차로 - 고양 나들목 - 양조장사거리 - 주교사거리 - 원당지하차도 - 어울림마을아파트 교차로 - 원당역 - 성사 나들목 - 성사교 - 한양골프장앞 교차로 - 가시골입구 교차로 - 원흥지하차도 - 원흥교차로 -  고양중고교 교차로 - 고양고등학교 - 삼송역 - 지축차량기지앞

## 중복 구간
- 김포시 대곶면 대명항 교차로 ~ 대명 교차로 : 국가지원지방도 제84호선과 중복
- 김포시 양촌읍 양곡우회도로사거리 ~ 주공입구 교차로 : 지방도 제355호선과 중복
- 김포시 운양동 운양삼거리 : 국가지원지방도 제78호선과 중복
- 고양시 일산서구 덕이삼거리 ~ 일산지하차도사거리 : 지방도 제359호선과 중복
- 고양시 일산서구 일산지하차도사거리 ~ 일산지하차도 : 국가지원지방도 제98호선과 중복
- 고양시 일산서구 일산2동주민센터삼거리 ~ 산들마을사거리 : 국가지원지방도 제98호선과 중복
- 고양시 덕양구 성사 나들목 ~ 농협대학교입구 : 지방도 제363호선과 중복

## 도로명
- 김포시 대곶면 대명항 교차로 ~ 양촌읍 양곡우회도로사거리 : 대명항로
- 김포시 양촌읍 양곡우회도로사거리 ~ 곡촌마을입구 : 양곡4로
- 김포시 양촌읍 곡촌마을입구 ~ 운양동 운양삼거리 : 양곡로
- 고양시 일산서구 구산 나들목 ~ 덕이주유소 : 송산로
- 고양시 일산서구 덕이주유소 ~ 덕이삼거리 : 덕이로
- 고양시 일산서구 덕이삼거리 ~ 일산지하차도사거리 : 경의로
- 고양시 일산서구 일산지하차도사거리 ~ 일산지하차도 : 고양대로
- 고양시 일산서구 일산지하차도 ~ 일산2동행정복지센터 삼거리 : 원일로
- 고양시 일산서구 일산2동행정복지센터 삼거리 ~ 산들마을사거리 : 고봉로
- 고양시 일산동구 산들마을사거리 ~ 덕양구 원흥삼거리 : 고양대로
- 고양시 덕양구 원흥삼거리 ~ 지축차량기지앞 : 삼송로